# Thorsten Jungmann

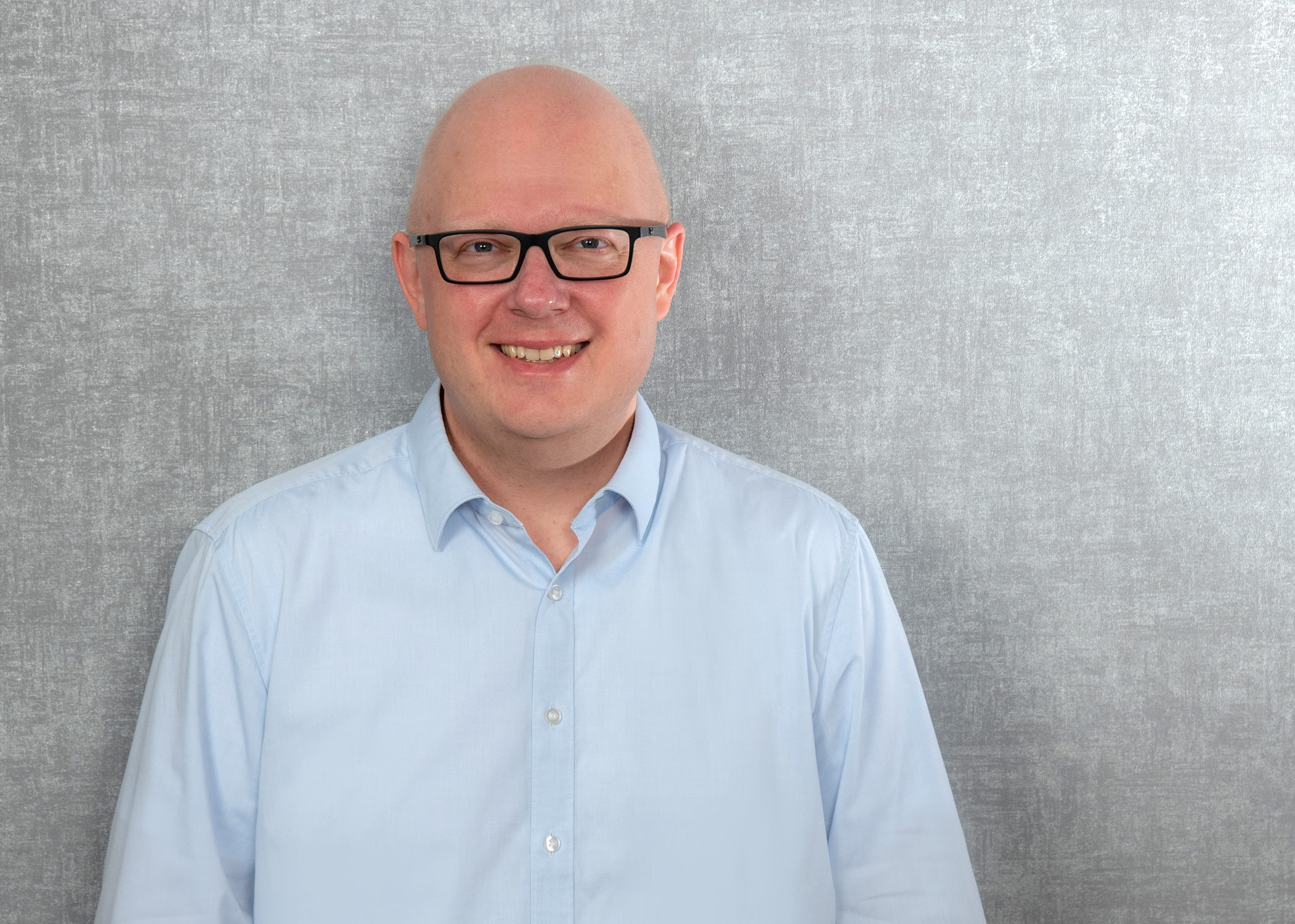
Thorsten Jungmann

Thorsten Jungmann (* 21. Januar 1977 in Bochum) ist ein deutscher Hochschullehrer, Ingenieur und Didaktiker. Seit April 2016 ist er Professor für Technikdidaktik an der Fachhochschule Bielefeld, Er lehrt und forscht auf dem Gebiet der Technikdidaktik in der beruflichen Bildung.

## Leben
Nach dem Abitur, das Thorsten Jungmann 1996 am Gymnasium Eickel in Herne ablegte, absolvierte er ein duales Studium der Mechatronik an der Fachhochschule Bochum (heute Hochschule Bochum). 1998 schloss er eine Berufsausbildung zum Energieelektroniker bei der Adam Opel AG in Bochum und das Studium zum Diplom-Ingenieur (FH) ab. Im Auslandsstudium an der London South Bank University erlangte er den Master-Abschluss in Mechatronics. In seiner Abschlussarbeit widmete er sich dem Telemetriesystems eines solargetriebenen Rennwagens.
Von 2001 bis 2006 war Thorsten Jungmann als Systemingenieur in der Automobilindustrie tätig. Er entwickelte und implementierte IT-basierte Lösungen zur Automatisierung von Produktion und Logistik in Fertigungsstätten der europäischen Automobilindustrie.
Von 2006 bis 2010 war Thorsten Jungmann am Lehrstuhl für Fabrikorganisation (LFO) der TU Dortmund tätig. Dort arbeitete er im Bereich der Modellierung und Simulation logistischer Prozesse. 2011 wechselte Thorsten Jungmann zum Hochschuldidaktischen Zentrum (HDZ) der TU Dortmund, wo er die Leitung des Kompetenz- und Dienstleistungszentrums für das Lehren und Lernen in den Ingenieurwissenschaften (TeachING-LearnING.EU) übernahm und unter der Leitung von Johannes Wildt die Forschungsgruppe Ingenieurdidaktik aufbaute.
2011 schloss Jungmann seine Promotion an der Fakultät Maschinenbau der TU Dortmund mit der Note „sehr gut“ ab. In seiner Doktorarbeit, die von Axel Kuhn und Johannes Wildt betreut wurde, entwickelte und evaluierte er ein Modell für Forschendes Lernen in den Ingenieurwissenschaften. Damit machte er ein didaktisches Prinzip für die technischen Studiengänge nutzbar, das zuvor in Lehramts-, sozial- und geisteswissenschaftlichen Studiengängen erfolgreich zur Gestaltung studierendenzentrierter und wissenschaftsbezogener Lehr-Lern-Formate genutzt worden war.
2012 wurde Thorsten Jungmann als Professor für Ingenieurwesen (Schwerpunkte Mechatronik, Elektronik und Logistik) an die FOM Hochschule berufen. Dort entwickelte und implementierte er von 2013 bis 2015 neue Ingenieurstudiengänge. Während dieses Zeitraumes leitete er parallel den neu gegründeten Hochschulbereich Ingenieurwesen und arbeitete kontinuierlich am Auf- und Ausbau der Ingenieurstudiengänge an den Studienzentren der FOM in Deutschland.
Im April 2016 wurde Jungmann als Professor für ingenieurwissenschaftliche Grundlagen und Technikdidaktik an die Fachhochschule Bielefeld berufen. Im Fachbereich Ingenieurwissenschaften und Mathematik lehrt und forscht er auf dem Gebiet der Technikdidaktik.
Dezember 2018 wurde Jungmann die Ehrendoktorwürde der Staatlichen Universität Nowgorod verliehen.

## Werk
Das Werk von Thorsten Jungmann beginnt 2011 im Anschluss an seine Promotion, die 2012 für den Deutschen Studienpreis nominiert wird. Er setzt seine theoretische Arbeit nun in die Praxis um. Am Zentrum für Hochschulbildung der TU Dortmund ruft er die Forschungsgruppe Ingenieurdidaktik ins Leben, gründet und leitet das Kompetenz- und Dienstleistungszentrum „TeachING-LearnING.EU“ und initiiert anschließend das Projekt „Exzellentes Lehren und Lernen in den Ingenieurwissenschaften (ELLI)“ am Hochschuldidaktischen Zentrum der TU Dortmund. In diesen Projekten gründet er auch die  Forschungswerkstatt für die Ingenieurstudiengänge, in der Studierende den Teil der wissenschaftlich-methodischen Ausbildung erfahren können, die in den fachlichen Lehrveranstaltungen gemäß seinen Forschungserkenntnissen zu kurz kommt. Mit seiner Berufung an die FOM Hochschule endet diese erste Phase.
In der zweiten Phase seines Wirkens baute Jungmann ab 2013 das Jungmann Institut auf, dessen Team an  30 Hochschulen (Stand 2016) von Kiel bis Konstanz, von Aachen bis Dresden hochschuldidaktische Fortbildungen durchführt und damit zur Weiterentwicklung der Qualität der Lehre in Deutschland beiträgt.
Mit der Berufung auf die Professur für Technikdidaktik in Bielefeld begann 2016 die dritte Phase seines Wirkens. Jungmann bringt seine Expertise an der Schnittstelle der Technik und der Didaktik in die Arbeit mit Schulen, Hochschulen und Unternehmen ein. Er engagiert sich für die Verbesserung der Bildungschancen der Kinder in seiner Heimatstadt durch die Förderung ihrer Mathematikkompetenzen innerhalb und außerhalb der Schule. Innerhalb der  Deutschen Gesellschaft für Hochschuldidaktik (dghd)  engagiert er sich ehrenamtlich, ist als Mitgründer und Sprecher der AG Ingenieurdidaktik Ansprechpartner für Hochschulen in Fragen der hochschuldidaktischen Fortbildung und der Studiengangentwicklung. In seinen Vorträgen und Seminaren vermittelt er sowohl theoretische Hintergründe als auch praktische Beispiele und persönlichen Erfahrungen. Im Projekt Edu-Tech Net OWL  beteiligt sich Jungmann an der Bewältigung des Lehrkräftemangels in den gewerblich-technischen Fächern am Berufskolleg. Im Projekt Leonardo – Bewegende Erfindungen, das er von 2017 bis 2021 leitete, bringt er Ingenieurstudierenden aus forschender Perspektive das Lebenswerk des Künstleringenieurs Leonardo da Vinci näher. Als Experte im Themenfeld Digitalisierung in der Bildung arbeitet Jungmann seit 2017 mit der Staatlichen Universität Nowgorod in Russland zusammen, die ihm am 7. Dezember 2018 die Ehrendoktorwürde für sein Engagement verleiht.
Jungmann ist Autor von Buch- und Zeitschriftenbeiträgen.